# Świadkowie Jehowy w Nigerii
Świadkowie Jehowy w Nigerii – społeczność wyznaniowa w Nigerii, należąca do ogólnoświatowej wspólnoty Świadków Jehowy, licząca w 2023 roku 400 375 głosicieli należących do 6071 zborów. W 2023 roku na dorocznej uroczystości Wieczerzy Pańskiej zgromadziło się 820 920 osób. Najliczniejsza spośród krajów afrykańskich i jedna z 27 wspólnot Świadków Jehowy na świecie, których liczebność przekracza 100 000 głosicieli. Działalność miejscowych głosicieli koordynuje Biuro Oddziału w Igiedumie (biura mieszczą się również w Benin City i Lagos). Świadkowie Jehowy w Nigerii posiadają 23 Sale Zgromadzeń, które znajdują się m.in. w Akure (na 5500 miejsc), Ota (na 10 000) i w Ibadanie (na 5000) oraz 3688 Sal Królestwa (2019).

## Historia

### Początki
Pod koniec roku 1921 z wizytą do Nigerii udał się, mieszkający w Kanadzie Nigeryjczyk Claude Brown, który dzielił się prawdą biblijną z mieszkańcami głównie na północy kraju. W roku 1923 w Lagos misjonarz William R. Brown rozpoczął działalność kaznodziejską, rozpowszechniając ponad 3900 publikacji religijnych. W tym samym roku do Nigerii ponownie przybył Claude Brown i rozpowszechniał prawdę biblijną mieszkańcom Lagos. Wkrótce James Namikpoh, Joshua Owenpa oraz Vincent Samuels zostali pierwszymi wyznawcami w Nigerii. W.R. Brown w 1926 roku wygłosił przemówienie w Glover Memorial Hall w Lagos. W czasie swego pobytu zachęcił Namikpoha i Owenpa, do pełnienia pełnoczasowej służby kaznodziejskiej.
Misjonarz William Brown wraz z żoną i córką przeprowadził się w roku 1930 do Lagos i założył tam Biuro Oddziału. W tym samym roku w kraju działało tylko 7 głosicieli. W roku 1932 zebrania religijne odbywały się w Lagos, Ibadan, Oyo, Ile Ife, Ilesha i Abeokuta. W 1933 roku powstał pierwszy zbór języka urhobo. Około roku 1935 wybudowano pierwszą salę przeznaczoną na zebrania Świadków Jehowy w miejscowości Ilesa. W roku 1936 zanotowano liczbę ponad 250 głosicieli. W roku 1938 działało w Nigerii 14 zborów. W następnym roku liczba głosicieli wynosiła 636, a w roku 1940 już 1051. We wrześniu 1942 roku w trzech miejscach zorganizowano kongres pod hasłem „Nowy świat”, w którym uczestniczyło 2476 osób, a 376 zostało ochrzczonych.
W połowie lat 40. XX wieku władze zakazały rozpowszechniania publikacji Świadków Jehowy, dlatego grupa około 2000 głosicieli posługiwała się w działalności kaznodziejskiej samą Biblią, chociaż często i za to bywali aresztowani. W roku 1945 zanotowano liczbę 3542 głosicieli w 165 zborach.

### Rozwój działalności

#### Lata 40.
W roku 1947 do kraju przyjechali pierwsi misjonarze z Biblijnej Szkoły Strażnicy – Gilead (Anthony Attwood, Ernest Moreton i Harold Masinick), a w kraju działało około 4000 głosicieli. Wykładu publicznego wygłoszonego przez Nathan H. Knorr na kongresach pod hasłem „Rozrost wszystkich narodów” w Ibadanie i Lagos wysłuchało 10 000 osób. Nie zdołał on dotrzeć na kolejny kongres w Igboland. Inni mówcy, Attwood i Moreton, zdołali przepłynąć rzekę Niger kajakiem, a po nocnej podróży ciężarówką dotarli do Enugu, by tam wygłosić przemówienia.
Rok później ich liczba osiągnęła 6825 osób. W tym samym roku z pierwszą wizytą do Nigerii przybyli Nathan H. Knorr i Milton G. Henschel. W 1949 roku w Nigerii działało 5511 głosicieli. Świadkowie Jehowy rozpoczęli regularne kursy czytania i pisania.

#### Lata 50.
W roku 1951 liczba głosicieli przekroczyła 10 tysięcy, a pięć lat później wzrosła do 20 tysięcy. W 1956 roku Biuro Oddziału przeniesiono do Shomolu. W roku 1958 w Benin City zorganizowano kongres międzynarodowy.

#### Lata 60.
W roku 1960 zanotowano w Nigerii liczbę ponad 30 000 głosicieli, a dwa lata później liczba ta wzrosła do 33 956. W 1963 roku nadzorca Biura Oddziału w Nigerii, Wilfred Gooch, po ukończeniu szkolenia w Szkole Gilead został skierowany do Anglii. Zastąpił go absolwent 27 klasy Woodworth Mills. W latach 1967–1970 zorganizowano pomoc dla poszkodowanych przez wojnę w Biafrze. W 1968 roku na język urhobo przetłumaczono pierwszą broszurę. W roku 1969 osiągnięto 50 tysięcy głosicieli.

#### Lata 70. i 80.
W roku 1970 w Lagos zorganizowano kongres międzynarodowy pod hasłem „Ludzie dobrej woli”, którego program został przedstawiony w 17 językach. W kongresie wzięło udział 121 128 osób, a 3775 zostało ochrzczonych. Kolejny kongres międzynarodowy pod hasłem „Boskie zwycięstwo” odbył się w Lagos w grudniu 1973 roku. W serii kongresów uczestniczyło ogółem 214 237 osób, a 7153 zostały ochrzczone. W roku 1974 przekroczono liczbę 100 000 głosicieli, w tym też roku otwarto Biuro Oddziału w Lagos, a w 1990 drukarnię w Igiedumie. W roku 1978 w kongresach pod hasłem „Zwycięska wiara” uczestniczyło 217 244 osoby. W roku 1987 osiągnięto liczbę 133 899 głosicieli.

#### Lata 90.
20 stycznia 1990 roku w specjalnym programie związanym z oddaniem do użytku nowego Biura Oddziału wzięło udział 4209 delegatów z 29 krajów, a następnego dnia przeszło 60 000 osób uczestniczyło w specjalnych zgromadzeniach zorganizowanych w trzech nigeryjskich miastach. W 1994 roku wydano Chrześcijańskie Pisma Greckie w Przekładzie Nowego Świata (Nowy Testament) w języku joruba.
W 1996 roku po raz pierwszy cały program zgromadzenia okręgowego tłumaczono na język migowy. W specjalnie wydzielonym sektorze w zgromadzeniu tym wśród 13 936 uczestników z programu skorzystały 43 osoby niesłyszące. Było to jedno z 96 zgromadzeń okręgowych zorganizowanych w tym roku w Nigerii. W tym też roku w działalności kaznodziejskiej w Nigerii uczestniczyło przeszło 200 tysięcy głosicieli.
Począwszy od roku 1990 Biuro Oddziału Świadków Jehowy w Nigerii wdrożyło program budowy Sal Królestwa poprzez udzielanie pomocy finansowej z Funduszu Sal Królestwa. Regionalne Komitety Budowlane w ciągu siedmiu lat pomogły 105 nigeryjskim zborom wybudować lub wyremontować używane przez nie Sale. W latach 1997–1999 wybudowano 13 nowych Sal Królestwa, których budowa trwała zazwyczaj od 7 do 15 dni. Zwiększone tempo budowania oraz wykorzystanie typowych projektów przyczyniło się do wzrostu liczby powstających nowych Sal.

#### 2000–2009
Od roku 2000 do 2014 brygady budowlane budowały każdego miesiąca średnio 17 nowych Sal Królestwa. 1 marca 2014 roku w Sali Zgromadzeń w nigeryjskim mieście Benin odbyła się uroczystość związana z oddaniem do użytku 3-tysięcznej Sali Królestwa, licząc od roku 1999, kiedy w Nigerii rozpoczęto realizację programu budowy Sal Królestwa w krajach uboższych.
W 2001 roku Sąd Najwyższy orzekł, że Świadkowie Jehowy mają prawo do odmowy transfuzji krwi z przyczyn religijnych. W roku 2002 zorganizowano pomoc humanitarną po eksplozji w arsenale w Lagos. 5 października 2007 roku na kongresach pod hasłem „Naśladuj Chrystusa!” ogłoszono wydanie Pisma Świętego w Przekładzie Nowego Świata w języku igbo (Chrześcijańskie Pisma Greckie w tym języku wydano w 2001 roku, natomiast zrewidowane wydanie w 2021 roku). 
7 czerwca 2008 roku oddano do użytku powiększone obiekty Biura Oddziału w Nigerii w Lagos. W 2009 roku w kraju działało 321 559 głosicieli.

#### 2010–2019
W 2013 roku osiągnięto liczbę 344 342 głosicieli, a w roku 2015 działało przeszło 367 tysięcy głosicieli. W 2010 roku wydano Pismo Święte w Przekładzie Nowego Świata w języku efik (Chrześcijańskie Pisma Greckie w tym języku wydano w 2004 roku). W roku 2011 zorganizowano pomoc osobom na północy kraju, które straciły domy z powodu konfliktów na tle etnicznym. 15 kwietnia 2014 roku Sąd Najwyższy stanu Abia wydał korzystny wyrok dla Emmanuela Ogwo, Świadka Jehowy, potwierdzający jego konstytucyjne prawo do wolności stowarzyszania się i wyznania.
Na kongresie regionalnym pod hasłem „Szukajmy najpierw Królestwa Bożego!”, który odbył się w dniach od 11 do 13 grudnia 2014 roku ogłoszono wydanie Chrześcijańskich Pism Greckich w Przekładzie Nowego Świata w języku isoko. Wydanie pełnego Przekładu Nowego Świata w tym języku ogłoszono 12 stycznia 2019 roku w Benin City. Tego samego dnia ogłoszono również wydanie zrewidowanej edycji Przekładu Nowego Świata w języku joruba, w wersji z roku 2013. W latach 1997–2019 wydrukowano 490 000 egzemplarzy Pisma Świętego w Przekładzie Nowego Świata w języku joruba. Posługuje się nim ponad 42 000 głosicieli na świecie. 
20 grudnia 2015 roku udostępniono wydanie całego Pisma Świętego w Przekładzie Nowego Świata w języku gun (Chrześcijańskie Pisma Greckie w tym języku wydano w 2009 roku). W 2015 roku powstał pierwszy zbór języka pidżyn.
W październiku 2018 roku zorganizowano pomoc humanitarną dla poszkodowanych przez powódź oraz przez żółtą gorączkę.
20 grudnia 2019 roku, na kongresie regionalnym pod hasłem „Miłość nigdy nie zawodzi!” w City Bay Event Center w Makurdiu, ogłoszono wydanie Chrześcijańskich Pism Greckich w Przekładzie Nowego Świata w języku tiv. W latach 2017–2019 liczba głosicieli posługujących się tym językiem wzrosła z 600 do 1012. W 2019 roku przekroczono liczbę 402 tysięcy głosicieli. W 2019 roku w Nigerii funkcjonowało 3688 Sal Królestwa. 

#### Od roku 2020
Z powodu pandemii COVID-19 zaplanowany na listopad 2020 roku kongres specjalny pod hasłem „Zawsze się radujcie!” w Abudży został odwołany. W październiku i listopadzie 2020 roku zorganizowano pomoc humanitarną dla poszkodowanych przez powodzie.
4 kwietnia 2021 roku Kenneth Cook, członek Ciała Kierowniczego ogłosił w nagranym wcześniej przemówieniu wydanie zrewidowanego Pisma Świętego w Przekładzie Nowego Świata w języku igbo. W związku z pandemią COVID-19 zorganizowano specjalne zebranie w trybie wideokonferencji, które w 1140 zborach obejrzało przeszło 50 000 głosicieli posługujących się tym językiem.
12 grudnia 2021 roku z okazji setnej rocznicy działalności w Nigerii wszystkie zbory w tym kraju obejrzały wcześniej nagrany program dotyczący historii miejscowej działalności kaznodziejskiej. Był on transmitowany w języku angielskim, efik, ibo, joruba, nigeryjskim migowym i pidżyn (Afryka Zachodnia). Wcześniej, 10 grudnia, w Biurze Oddziału otwarto wystawę „100 lat odwagi”, która w przyszłości będzie dostępna również dla zwiedzających. W październiku 2022 roku zorganizowano pomoc dla poszkodowanych przez powódź. W kolejnych miesiącach przeprowadzono program odbudowy zniszczonych obiektów. 12 lutego 2023 roku Jeffrey Winder, członek Ciała Kierowniczego, ogłosił wydanie Chrześcijańskich Pism Greckich w Przekładzie Nowego Świata w językach pidżyn (Afryka Zachodnia) i urhobo. Program transmitowano do zborów w Nigerii, obejrzało go łącznie 559 326 osób. Do 1186 zborów języka pidżyn w Nigerii należy 71 177 głosicieli, a do 103 zborów języka urhobo 5737 głosicieli. W 2023 roku oddano do użytku dwa nowe ośrodki szkoleń biblijnych w miastach Uli oraz Ibadan. W roku 2023 osiągnięto liczbę 400 375 głosicieli.
Kongresy odbywają się w 19 językach, a zebrania zborowe w ponad 30. Miejscowe Biuro Oddziału drukuje publikacje biblijne w dziewięciu językach oraz wysyła je do Nigerii i pięciu innych krajów w Afryce Zachodniej. Co miesiąc prowadzi się przeciętnie około 870 000 bezpłatnych kursów biblijnych, a co tydzień chrzest przyjmują przeciętnie 273 osoby (2020). Świadkowie Jehowy wydają dodatkowo filmy w dialekcie nigeryjskim języka angielskiego. Publikacje wydaje się w 31 miejscowych językach. W miejscowym Biurze Oddziału usługuje około 570 wolontariuszy, a dodatkowo 100 ochotników pomaga przy remoncie budynków.